# ریو ویخو (بولیوار)
ریو ویخو (بولیوار) (به اسپانیایی: Rio Viejo) یک سکونتگاه مسکونی در کلمبیا است که در بخش بولیوار، کلمبیا واقع شده‌است.